# Rhendöttrarna

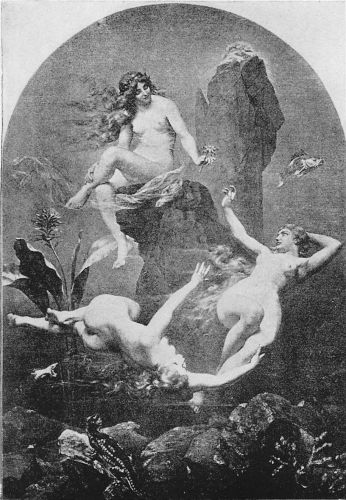
De tre Rhendöttrarna leker i Rhens vatten. Illustration från Stories of the Wagner Opera av H. A. Guerber, 1905.

Rhendöttrarna är de tre vattennymfer (tyska: Rheintöchter) som förekommer i Richard Wagners operacykel Nibelungens ring. Deras individuella namn är Woglinde, Wellgunde och Flosshilde (Floßhilde), även om de i allmänhet behandlas som en enda enhet och de agerar tillsammans i enlighet därmed. Av de 34 karaktärerna i Ringcykeln är de de enda som inte har sitt ursprung i den fornnordiska Eddan. Wagner skapade sina Rhendöttrar från andra legender och myter, framför allt Nibelungenlied som innehåller berättelser om vattenandar (nixies) eller sjöjungfrur från Donau.
De nyckelbegrepp som förknippas med Rhendöttrarna i Ringens olika operor – deras bristfälliga förmyndarskap över Rhenguldet och det villkor (försakelsen av kärleken) genom vilket guldet kunde stjälas från dem och sedan förvandlas till ett medel för att uppnå världsmakt – är helt och hållet Wagners eget påhitt och är de element som inleder och driver hela dramat framåt.
Rhendöttrarna är de första och sista karaktärerna som ses i den fyra operor långa cykeln och dyker upp både i öppningsscenen av Rhenguldet och i det sista klimaktiska skådespelet i Ragnarök, när de stiger upp ur Rhens vatten för att återta ringen ur Brünnhildes aska. De har beskrivits som moraliskt oskyldiga, men de uppvisar en rad sofistikerade känslor, inklusive några som är långt ifrån sveklösa. De är förföriska och undflyende, men har ingen relation till någon av de andra karaktärerna, och ingen indikation ges om hur de kom till, förutom tillfälliga referenser till en ospecificerad "far".
De olika musikaliska teman som förknippas med Rhendöttrarna anses vara bland de mest lyriska i hela Ringen-cykeln, vilket ger den sällsynta fall av relativ avkoppling och charm. Musiken innehåller viktiga melodier och fraser som upprepas och utvecklas på andra ställen i operorna för att karakterisera andra personer och omständigheter, och för att relatera handlingens utveckling till berättelsens källa. Det berättas att Wagner spelade Rhendöttrarnas klagosång vid pianot kvällen innan han dog i Venedig 1883.

## Ursprung
Rhendöttrarna är de enda av Ringens karaktärer och härstammar inte från den Poetiska Eddan eller Snorres Edda, de isländska källorna för det mesta av den nordiska mytologin. Vattenväsen (tyska: Nixen) förekommer i många europeiska myter och legender, ofta men inte alltid i en form av förklädd illvilja. Wagner hämtade mycket och löst från dessa legender när han sammanställde sin berättelse om Ringen, och det troliga ursprunget till hans Rhendöttrar finns i den tyska Nibelungenlied. I en del av Nibelungenlied-berättelsen möter Hagen och Gunther vissa sjöjungfrur eller vattenandar (medelhögtyska: merwîp; mods. ty.: Meerweib) badande i Donaus vatten. Hagen stjäl deras kläder, och för att få tillbaka dem ger sjöjungfrun vid namn Hadeburg en falsk profetia om att Hagen och Gunther kommer att finna ära och berömmelse när de träder in i Etzels rike. Men efteråt berättar en annan sjöjungfru, Sigelinde (ett namn som Wagner skulle komma att använda på andra ställen), för Hagen att hennes moster har ljugit. Om de kommer till Etzels land, kommer de att dö där.
Placeringen av denna scen har flera möjligheter, men enligt Þiðrekssaga inträffade den vid det (obefintliga) sammanflödet av Donau och Rhen. Möringen, där de dödsdömda krigarna sedan flög över, kan vara Möhringen an der Donau, även om Großmehring som ligger mycket längre österut också har föreslagits.

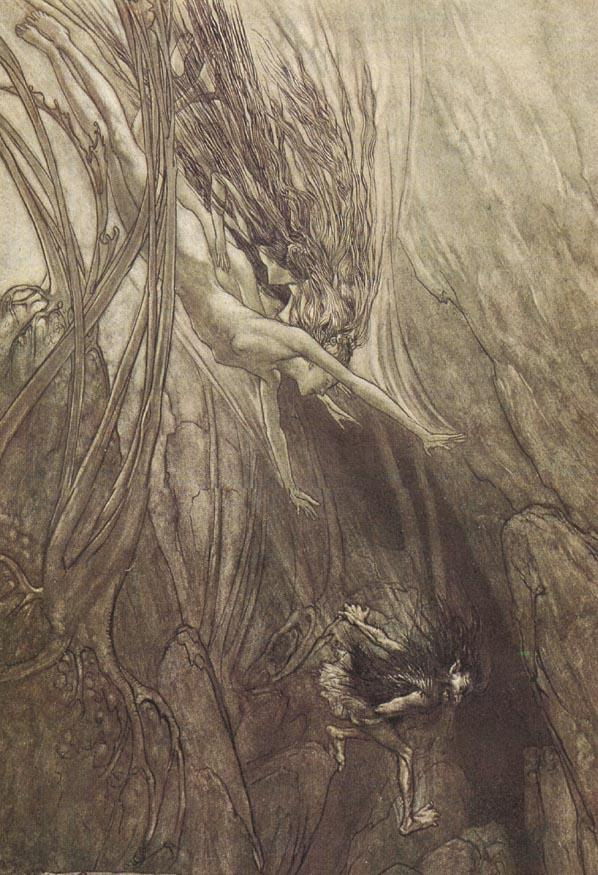
Alberich stjäl guldet: Rhenguldet, scen I – en del av en serie Ring-illustrationer av Arthur Rackham.

Denna berättelse, som i sig inte har något samband med Ringen-dramat, upprepas av Wagner både i den inledande Rhenguldsscenen och i den första scenen i tredje akten av Ragnarök. Wagner anpassade först berättelsen för att användas i sitt tidiga libretto av Siegfrieds död (som så småningom blev Ragnarök), där han introducerade tre namnlösa vattenjungfrur (Wasserjungfrauen) och lokaliserade dem i Rhen, där de varnar Siegfried för hans förestående död. Senare blev dessa vattenjungfrur Rhendöttrar (Rheintöchter) och fick individuella namn: Flosshilde, Wellgunde och Bronnlinde. När Wagner fortsatte att arbeta med sin omvända kronologi från Siegfrieds död, kom han fram till vad han bestämde var den första akten i dramat – Alberichs stöld av Rhenguldet. Wagner, som trodde att ett enkelt bortförande av det obevakade guldet skulle sakna dramatisk kraft, gjorde Rhendöttrarna till guldets väktare, och han införde villkoret "försakelse av kärlek". Bronnlinde blev Woglinde, förmodligen för att undvika förväxling med Brünnhilde.
Wagner kan också ha influerats av den tyska legenden om Lorelei vid Rhenfloden, den kärlekstörstande unga flickan som dränker sig i floden och blir en siren som lockar fiskare till klipporna med sin sång. Andra möjliga källor finns i grekisk mytologi och litteratur. Likheter finns mellan de unga väktarna i Hesperidesmyten och Rhendöttrarna i Rhenguldet; Tre kvinnor vaktar en mycket eftertraktad gyllene skatt som blir stulen i berättelsen av varje saga. Wagner var en entusiastisk läsare av Aischylos, inklusive hans Den fjättrade Prometheus som har en kör av okeanider eller vattennymfer. Författaren Rudolph Sabor ser ett samband mellan okeanidernas behandling av Prometheus och Rhendöttrarnas initiala tolerans mot Alberich. Precis som i den grekiska mytologin är okeaniderna döttrar till titanhavsguden Okeanos, har den nordiska mytologin – särskilt den poetiska Eddan – den jötunn (liknande en jätte) havsguden Ägirs nio döttrar. Namnet på en av dessa betyder "våg" (Welle på tyska) och är en möjlig källa till Wellgundes namn.
Wagners operor avslöjar inte varifrån Rhendöttrarna kom eller om de har någon koppling till andra personer. Medan de flesta av karaktärerna i cykeln är relaterade till varandra, genom födsel, äktenskap eller ibland bådadera, är Rhendöttrarna till synes självständiga. Identiteten på deras far som anförtrodde dem förmyndarskapet över guldet anges inte i texten. Vissa Wagnerforskare har föreslagit att han kan vara ett "Högsta väsende" som är fader till Wotan och alla gudar – ja, till hela skapelsen. Andra tar tyskans Rheintöchter bokstavligt och säger att de är Rhenflodens döttrar.

## Natur och attribut

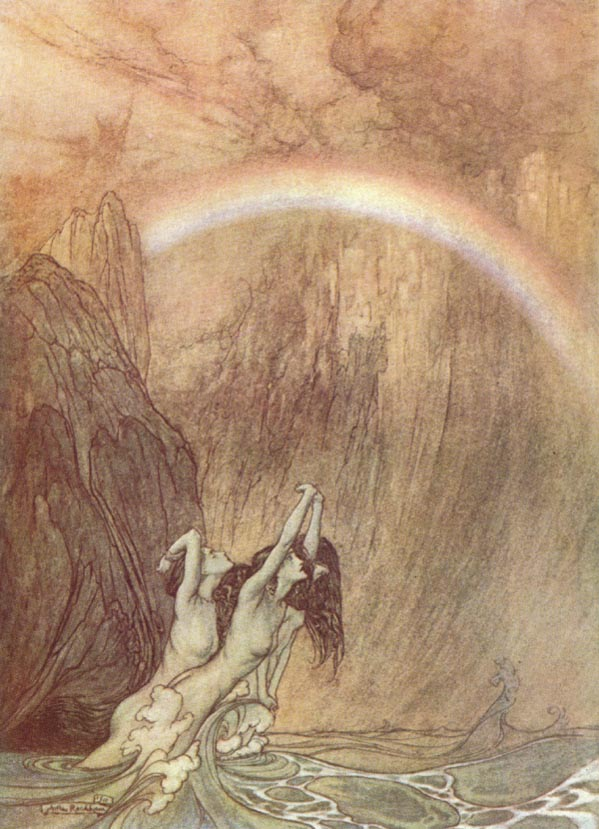
Rhendöttrarna sörjer förlusten av guldet när gudarna långt ovanför korsar regnbågsbron till Valhall. Rhenguldet, scen IV (Arthur Rackham).

Rhendöttrarna har beskrivits som dramats "mest förföriska men mest svårfångade karaktärer", och i en analys som representanter för "förförelse genom infantil fantasi". De fungerar väsentligen som en enhet, med en sammansatt men ändå undflyende personlighet. Bortsett från Flosshildes underförstådda senioritet, som då och då visar sig genom lätta tillrättavisningar och illustreras musikaliskt genom att ge rollen till en alt eller mezzosopran, är deras karaktärer odifferentierade. I The Perfect Wagnerite, hans analys från 1886 av Ringdramat som politisk allegori, beskriver George Bernard Shaw Rhendöttrarna som "tanklösa, elementära, bara halvverkliga ting, mycket lika moderna unga damer". De attribut som är mest uppenbara till en början är charm och lekfullhet, i kombination med en naturlig oskuldsfullhet; Deras glädje över guldet de vaktar kommer endast från dess skönhet, även om de känner till dess latenta kraft. Fasaden av barnslig enkelhet är vilseledande; Förutom att de visar sig vara oansvariga som väktare är de också provokativa, sarkastiska och grymma i sin interaktion med Alberich. När halvguden Loge rapporterar att Rhendöttrarna behöver Wotans hjälp för att återfå guldet, kallar äktenskapets gudinna Fricka dem för en "vattnig avkomma" (Wassergezücht) och klagar över de många män som de har lockat bort med sitt "förrädiska badande". De är förföriska och flirtiga med Siegfried, men till slut kloka, vilket framgår av de hemliga råd de ger till Brünnhilde. Sabor ser Rhendöttrarnas personlighet som en blandning av okeanidernas "godhjärtade natur" och Ägirs döttrars "stränghet" (inklusive beredvilligheten att dränka människor).
De första raderna som Woglinde sjunger i Ringen domineras av ordlösa vokaliseringar. Weia! Waga! ... Wagala weia! Wallala weiala weia! Detta väckte kommentarer både vid premiären av Rhenguldet 1869 och vid premiären av hela Ringen 1876, där Wagners verk avfärdades som "Wigalaweia-Musik". I ett brev till Nietzsche daterat den 12 juni 1872 förklarade Wagner att han hade härlett Weiawaga från forntyskan och att det var besläktat med Weihwasser, som betyder heligt vatten. Andra ord var tänkta som paralleller till de som finns i tyska vaggvisor ("Eia Poppeia", "Heija Poppeia" och "Aia Bubbeie" är vanliga former). På så sätt skildrar Woglindedes rader både Rhendöttrarnas barnsliga oskuldsfullhet och naturens helighet.
Rhendöttrarnas sorg över förlusten av guldet är djup och innerlig. När gudarna korsar regnbågsbron till Valhalla i slutet av Rhenguldet, föreslår Loge ironiskt att döttrarna, i frånvaro av guldet, ska "sola sig i gudarnas nyfunna strålglans". Döttrarnas klagan blir då till en sträng tillrättavisning: "Ömma och sanna är blott djupen", sjunger de; "Falskt och fegt är allt som fröjdar sig där uppe". I den sista scenen i Ragnarök visar de hänsynslöshet när de, efter att ha återfått ringen, drar ner den hjälplöse Hagen i Rhens vatten.
Rhendöttrarna är de enda framträdande karaktärerna som definitivt ses vid liv i slutet av dramat; Några andra öden är oklara, men de flesta har helt säkert gått under. Trots att deras roller är relativt korta inom ramen för en cykel på fyra operor är de nyckelfigurer; deras vårdslösa förmyndarskap över guldet och deras provokation mot Alberich är de faktorer som bestämmer allt som följer. Wagner själv uppfann bestämmelsen om "avsägelse av kärlek" som innebar att guldet kunde stjälas och sedan användas för att smida en ring med makt att styra världen. Eftersom ringen är gjord av det stulna guldet är det bara dess återställande till Rhendöttrarnas vård i Rhens vatten som kan häva förbannelsen över den. Återlämnandet av den stulna egendomen ger därför en förenande tematisk konsekvens till Wagners komplexa berättelse.

## Roller iNibelungens ring

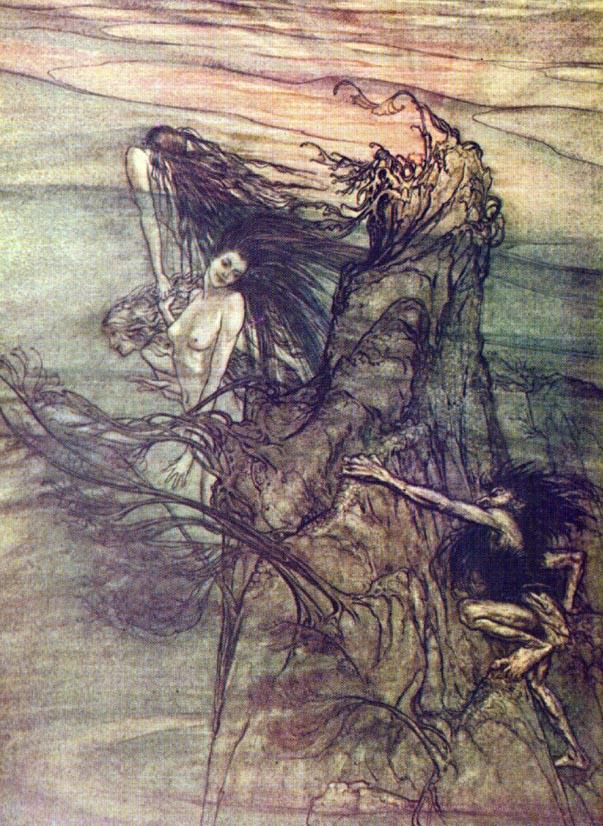
Alberich försöker nå Rhendöttrarna (Arthur Rackham)

### Rhenguldet, scen 1
När det musikaliska förspelet når sin höjdpunkt ses Woglinde och Wellgunde leka i Rhens djup. Flosshilde ansluter sig till dem efter en mild påminnelse om deras ansvar som guldets väktare. De observeras av nibelungsdvärgen Alberich som ropar till dem: "Jag skulle vilja komma nära om ni vill vara snälla mot mig". Den misstänksamme Flosshilde ropar: "Vakta guldet! Far varnade oss för en sådan fiende". När Alberich börjar sitt hårdhänta frieri slappnar döttrarna av: "Nu skrattar jag åt min rädsla, vår fiende är kär", säger Flosshilde, och en grym retsam lek tar sin början. Först låtsas Woglinde svara på dvärgens närmanden, men simmar iväg när han försöker omfamna henne. Sedan tar Wellgunde över, och Alberichs förhoppningar stiger tills hon skarpt svarar: "Usch, din håriga puckelryggiga clown!" Flosshilde låtsas tillrättavisa sina systrar för deras grymhet och låtsas vara sig själv uppvaktad, varpå Alberich blir helt lurad tills hon plötsligt sliter sig undan för att förena sig med de andra i en hånfull sång. Plågad av lust jagar Alberich ursinnigt döttrarna över klipporna, halkar och glider när de gäckar honom, innan han sjunker ner i vanmäktigt raseri. Vid denna tidpunkt förändras stämningen: när en plötslig ljusstyrka tränger in i djupet avslöjar ett magiskt gyllene ljus för första gången rhenguldet på sin klippa. Döttrarna sjunger sin extatiska hälsning till guldet, vilket väcker Alberichs nyfikenhet. Som svar på hans fråga avslöjar Woglinde och Wellgunde guldets hemlighet: den omätliga kraften skulle tillhöra den som kunde smida en ring av det. Flosshilde skäller ut dem för att de avslöjat denna hemlighet, men hennes oro avfärdas – bara någon som har svurit kärlek kan få guldet, och Alberich är tydligen så förälskad att han inte utgör någon fara. Men deras tillförsikt är missriktad; i sin förödmjukelse bestämmer sig Alberich för att världsherravälde är mer önskvärt än kärlek. Medan döttrarna fortsätter att håna hans upptåg klättrar han upp på klippan, uttalar en förbannelse över kärleken, griper guldet och försvinner, lämnande Rhendöttrarna att dyka efter honom och sörja sin förlust.

### Rhenguldet, scen 4
När Wotan, Fricka och de andra gudarna börjar korsa regnbågsbron som leder till Valhall, hör de en melankolisk sång från Rhens djup – döttrarna som sörjer förlusten av guldet. Generad och irriterad säger Wotan åt Loge att tysta dem, men när gudarna fortsätter över bron stiger klagosången igen, nu med bittra ord av förebråelser till gudarna för deras hjärtlöshet.

### Ragnarök, akt 3, scen 1

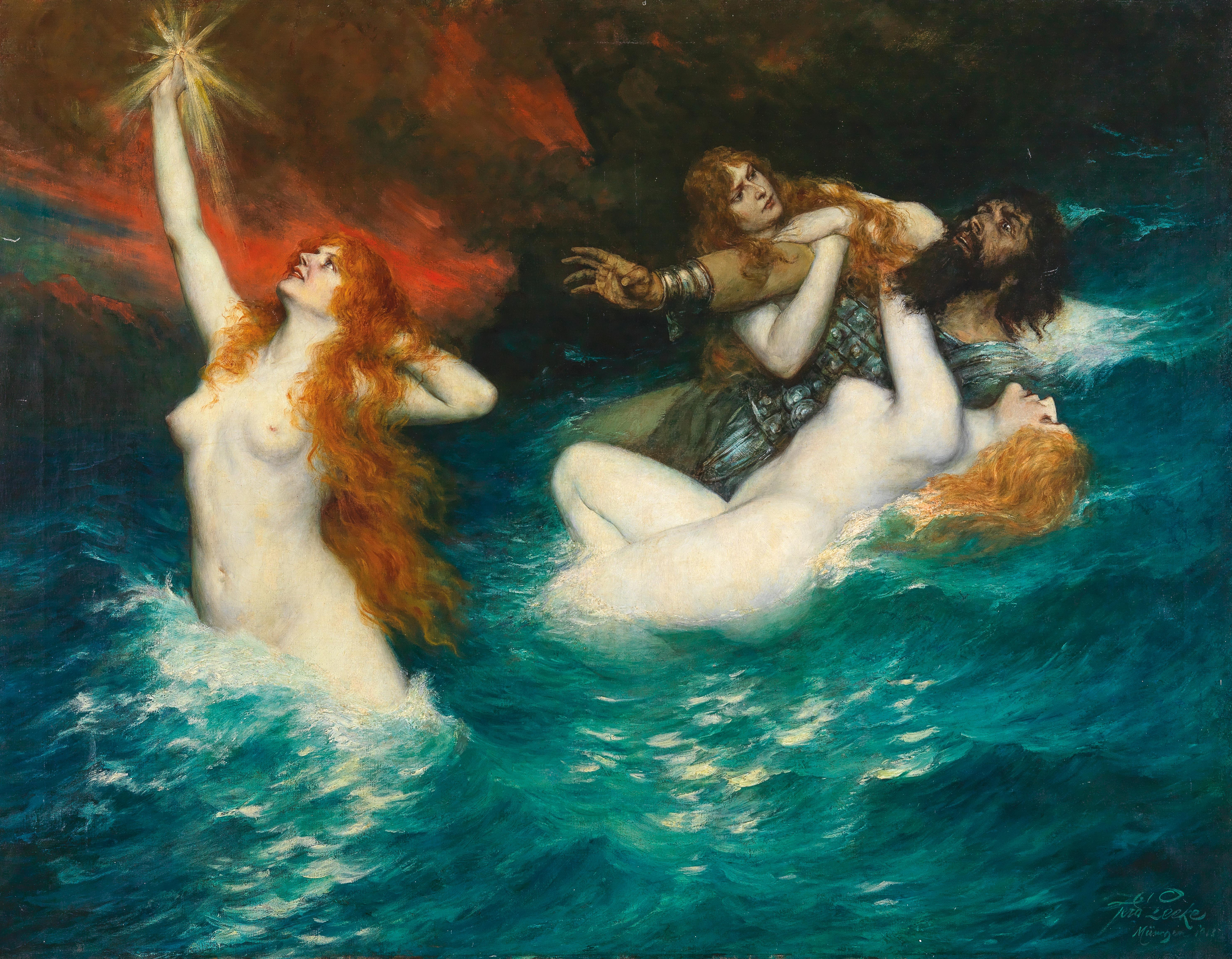
Woglinde och Wellgunde drar ner Hagen i vågorna medan Flosshilde glädjestrålande håller upp deras återbördad ring. Ragnarök, akt 3, scen 3. Målning av Ferdinand Leeke (1859–1937), 1913

En tid har gått (minst två generationer). I en avlägsen skogsbevuxen dal där Rhen flyter fram, fortsätter de tidlösa Rhendöttrarna att sörja över guldet och vädjar till "Solgudinnan" att skicka dem en förkämpe som kommer att återlämna guldet till dem. Siegfrieds horn hörs och snart dyker han upp, efter att ha gått vilse under jakten. Döttrarna hälsar honom med sin gamla lekfullhet och erbjuder sig att hjälpa honom, till priset av ringen på hans finger. Efter en flirtig ordväxling erbjuder sig Siegfried, till synes uppriktigt, att ge dem ringen. Men i stället för att klokt nog bara acceptera hans erbjudande blir stämningen hos de naiva, tidigare flirtiga rhendöttrarna plötsligt högtidlig: de varnar Siegfried för att han kommer att dödas samma dag om han inte överlämnar ringen till dem. Men den modige Siegfried kommer aldrig att underkasta sig något sådant underförstått hot och förklarar: "Genom att hota mitt liv och lem, även om det inte vore värt så mycket som ett finger, kommer du inte att få ringen från mig!" Döttrarna föraktar hans dårskap: "Farväl, Siegfried. En stolt kvinna kommer idag att bli din arvinge, skurk! Hon kommer att ge oss ett bättre gehör". Siegfried är inte medveten om att det är Brünnhilde de syftar på. De simmar iväg och lämnar en förbryllad Siegfried att begrunda deras ord och erkänna för sig själv att han gladeligen kunde ha förfört vem som helst av dem.

### Ragnarök, akt 3, scen 3
I sin sista monolog tackar Brünnhilde Rhendöttrarna för deras "goda råd". De har tydligen berättat hela historien om Siegfrieds snärjning och förräderi, och meddelat att endast ringens återkomst till Rhens vatten kan häva dess förbannelse. Brünnhilde sjunger: "Vad ni önskar skall jag ge er: ta det till er ur min aska. Branden... kommer att rena förbannelsen från ringen". Hon uppmanar Rhendöttrarna att "noggrant vakta den" i framtiden och hoppar sedan in i lågorna på Siegfrieds bål. Elden flammar upp för att fylla scenen och representerar gudarnas undergång. När Rhen svämmar över sina bräddar dyker Rhendöttrarna upp och beger sig till ringen. Hagen, som åtrår ringen, ropar till dem: "Väck från ringen!" (Zurück vom Ring!), de sista orden i dramat. Han grips av Woglinde och Wellgunde och dras ner i Rhens djup, medan Flosshilde tar tag i ringen, håller den högt och ansluter sig till sina systrar som simmar i cirklar medan Rhens vatten gradvis sjunker undan.

## Rhendöttrarnas musik

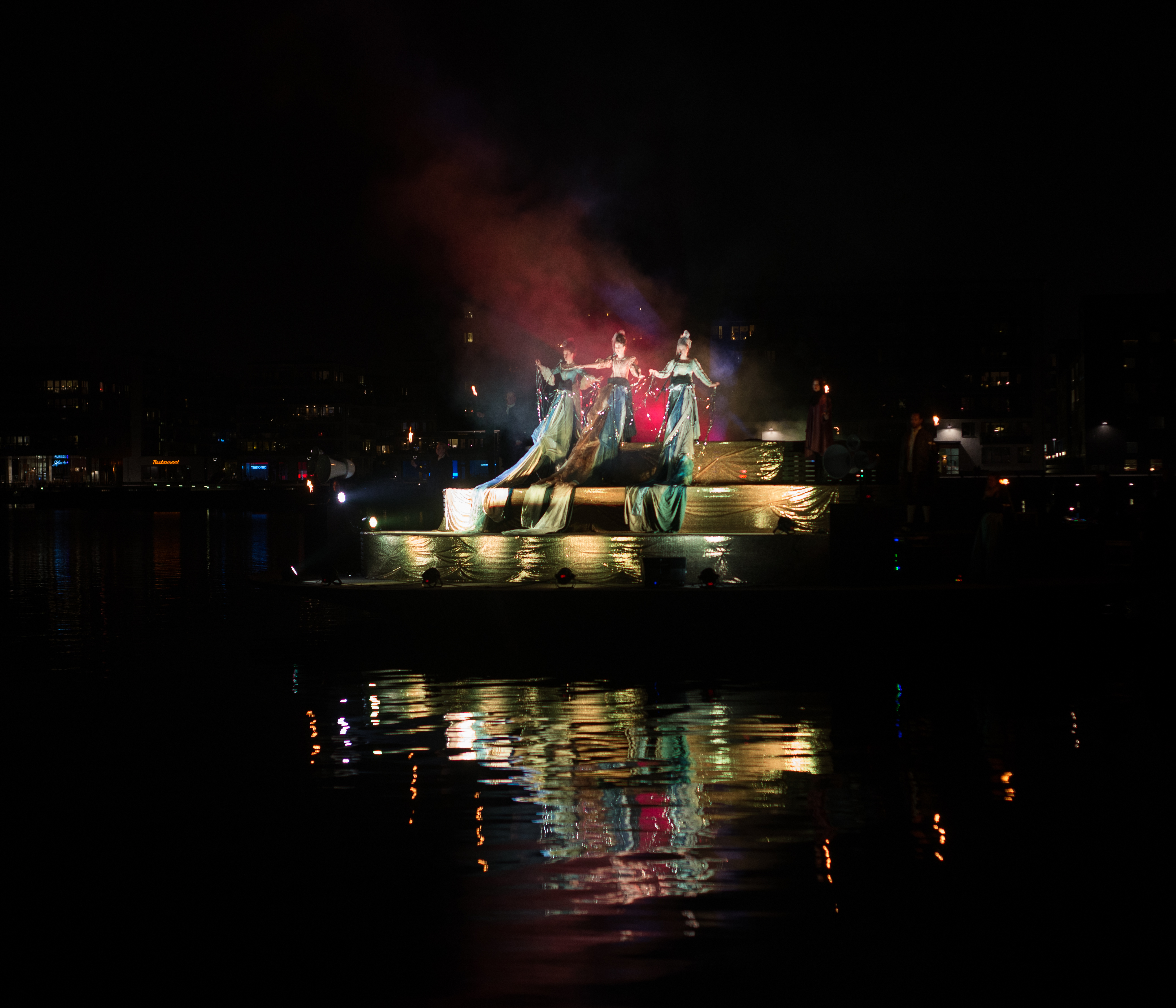
Operastudenter från Kulturama uppträder i Hammarby sjöstad under Kulturnatten i Stockholm 2015. Scen 1 från Rhenguldet.

Den musik som förknippas med Rhendöttrarna har av Wagnerkommentatorn James Holman beskrivits som "något av den inflytelserika musiken i Ringen";  Andra beskrivningar har noterat dess relativa charm och avkoppling.
I Woglindes öppningssång till Rhen: "Weia! Waga! Woge, du Welle,..." (Rhenguldet, scen 1) Melodin är pentatonisk och består av tonerna Ess, F, A, B och C. Sången börjar med ett fallande steg med två toner (F följt av Ess), en figur som återkommer i många musikaliska ledmotiv genom hela Ringen. Själva melodin upprepas under Frickas fördömande av Rhendöttrarna i Rhenguldet, scen 2 och, dramatiskt, i slutet av Ragnarök när Rhendöttrarna efter Brünnhildes självbränning stiger upp ur floden för att hämta ringen från Siegfrieds likbål. Dess första fem toner, med en förändrad rytm, blir motivet för den sovande Brünnhilde i Valkyrian, akt 3. En variant av melodin blir Skogsfågelns hälsning "Hei! Siegfried" i akt 2 av Siegfried. I Deryck Cookes analys är Rhendöttrarna och skogsfågeln relaterade genom naturen, som "i grunden oskyldiga bundsförvanter till den naturliga världen".
"Rhendöttrarnas glädje och hälsning till guldet": "Heiajaheia, Heiajaheia! Wallalallalala leiajahei! Rheingold! Rheingold!..." (Rhenguldet scen 1) är en triumferande hälsningssång baserad på två element, som utvecklas och omvandlas senare i Ringen och används på många sätt. Till exempel omvandlas de glada "heiajaheia"-skriken i Rhenguldets scen 2 till en mörk mollversion när Loge rapporterar stölden av guldet till gudarna och den därav följande ökande kraften hos nibelungen. "Rheingold!" sjungs av Rhendöttrarna till samma fallande steg som markerade början av Woglindes sång. Detta tema återkommer ständigt i dramats senare skeden; I Rhenguldet, scen 3, används en molltonartsversion som motiv för den onda kraften i ringen som Alberich har smidit av guldet. Det kommer att representera temat slaveri till ringen; i Ragnarök, förslavad under ringen av sitt begär efter den, uttalar Hagen sitt "Hoi-ho"-rop till sina vasaller med samma lilla tvåtonsfigur.
Klagovisan "Rheingold! Rheingold! Reines Gold!..." (Rhenguldet, scen 4) sjungs av döttrarna i slutet av Rhenguldet, när gudarna börjar korsa regnbågsbron till Valhall. Den börjar med musiken från hälsningen, men utvecklas till vad Ernest Newman beskriver som en "spöklik sång om förlust", som blir allt mer gripande innan den dränks av det orkestrala fortissimo som avslutar operan. En långsam version av klagovisan spelas på hornen i Siegfried, akt 2, när Siegfried går in i Fafners grotta för att göra anspråk på guldet – klagosången, säger Cooke, tjänar till att påminna oss om guldets verkliga ägande. Klagovisan spelas livligt under prologen i Ragnarök, som en del av det orkestrala mellanspel som är känt som Siegfrieds Rhenfärd, innan en skugga faller över musiken när den sänker sig ner i molltonarten av "slaveri"-motivet.
Newman beskriver Rhendöttrarnas scen med Siegfried": Frau Sonne..." och "Weilalala leia..." (Ragnarök, akt 3 scen 1), som en "graciös skogsidyll". De musikaliska element som förknippas med Rhendöttrarna i denna scen har inte tidigare hörts; Holman beskriver dem som anspelningar på döttrarnas förföriska natur, samt förmedlar en känsla av nostalgi och distans, när dramat närmar sig sitt slut.

## På scen

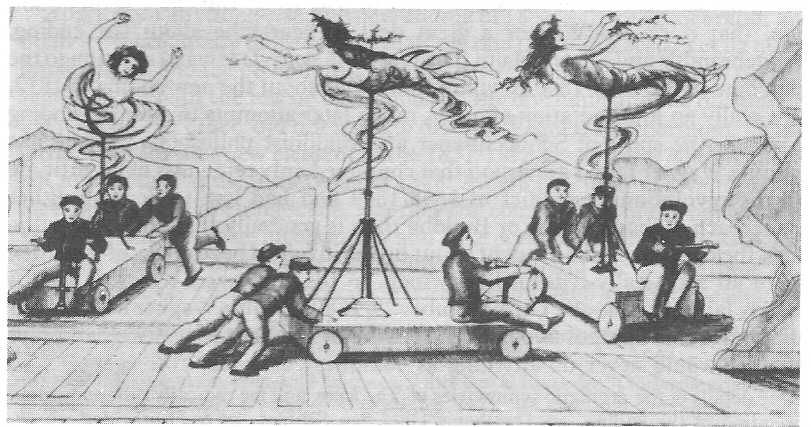
En samtida bild av det maskineri som användes för de simmande Rhendöttrarna vid 1876 års premiär av Ringen, sett från backstage

Redan vid den första fullständiga uppsättningen av Ringen, vid Festspelen i Bayreuth 1876, slogs det fast att Rhendöttrarna skulle avbildas i konventionell mänsklig form, snarare än som sjöjungfrur eller med andra övernaturliga drag, trots Alberichs förolämpning mot Wellgunde: "Frigid benfisk!" (Kalter, grätiger Fisch!). Iscensättningen av deras scener har alltid varit ett prov på uppfinningsrikedom och fantasi, eftersom Wagners scenanvisningar innehåller mycket simning och dykning och annan vattengymnastik. Traditionellt har därför man använt sig mycket av bakgrunder och belysning för att uppnå de nödvändiga vatteneffekterna. Fram till andra världskriget, under inflytande av Cosima Wagner och hennes (och Wagners) son Siegfried, tillämpades en policy av "kvävande konservatism" på Bayreuths iscensättningar av Ringenoperorna. Även om det hade skett en viss förnyelse i produktioner som sattes upp på andra håll, var det inte förrän efter kriget när Festspelen återupplivades 1951 som det skedde några betydande förändringar i Bayreuths presentation av Ringens operor. I synnerhet sedan 1976 har innovationen på Festspelen och på andra håll varit betydande och fantasifull.
I den ursprungliga uppsättningen från 1876 rullades Rhendöttrarna runt på ställningar bakom halvtransparenta skärmar. Scenmaskineriet och ljuseffekterna ritades av Carl Brandt, som var tidens främste scentekniker. En innovation som Cosima så småningom godkände var att ersätta de hjulförsedda stativen med gigantiska, osynliga "fiskespön" som Rhendöttrarna dinglade i. Vajrar fortsatte att användas i Siegfried Wagners Bayreuth-produktioner och senare i produktioner av hans änka Winifred, som ledde Festspelen i Bayreuth fram till slutet av andra världskriget. Liknande tekniker har använts i modernare produktioner. I 1996 års Lyric Opera of Chicago Ring-cykel, som upprepades 2004–05, hängdes Rhendöttrarna upp i gummilinor som var förankrade i utrymmet ovanför scenen, vilket gjorde det möjligt för dem att dyka upp och ner, som Wagner hade tänkt sig. Rhendöttrarna spelades på scenen av gymnaster, som mimade ord som sjöngs av sångare som stod i ett hörn av scenen.
Uppsättningen av Festspelen 1951, av Siegfrieds och Winifreds son Wieland, bröt mot traditionen och innehöll en stram iscensättning som ersatte scenografi och rekvisita med skickliga ljuseffekter. Rhendöttrarna, liksom alla de andra karaktärerna, var enkelt klädda i enkla dräkter och sjöng sina roller utan histrionik. På så sätt blev musiken och orden i fokus för uppmärksamheten. Wieland var influerad av Adolphe Appia, vars Notes sur l'Anneau du Nibelungen (1924–25) hade avfärdats av Cosima: "Appia tycks vara omedveten om att Ringen framfördes här 1876. Därav följer att iscensättningen är definitiv och helig." Wieland och hans bror Wolfgang lovordade Appia: "Den stiliserade scenen, inspirerad av musiken och förverkligandet av det tredimensionella rummet – utgör de första impulserna till en reform av operauppsättningarna som helt logiskt ledde till den 'Nya Bayreuth'-stilen."

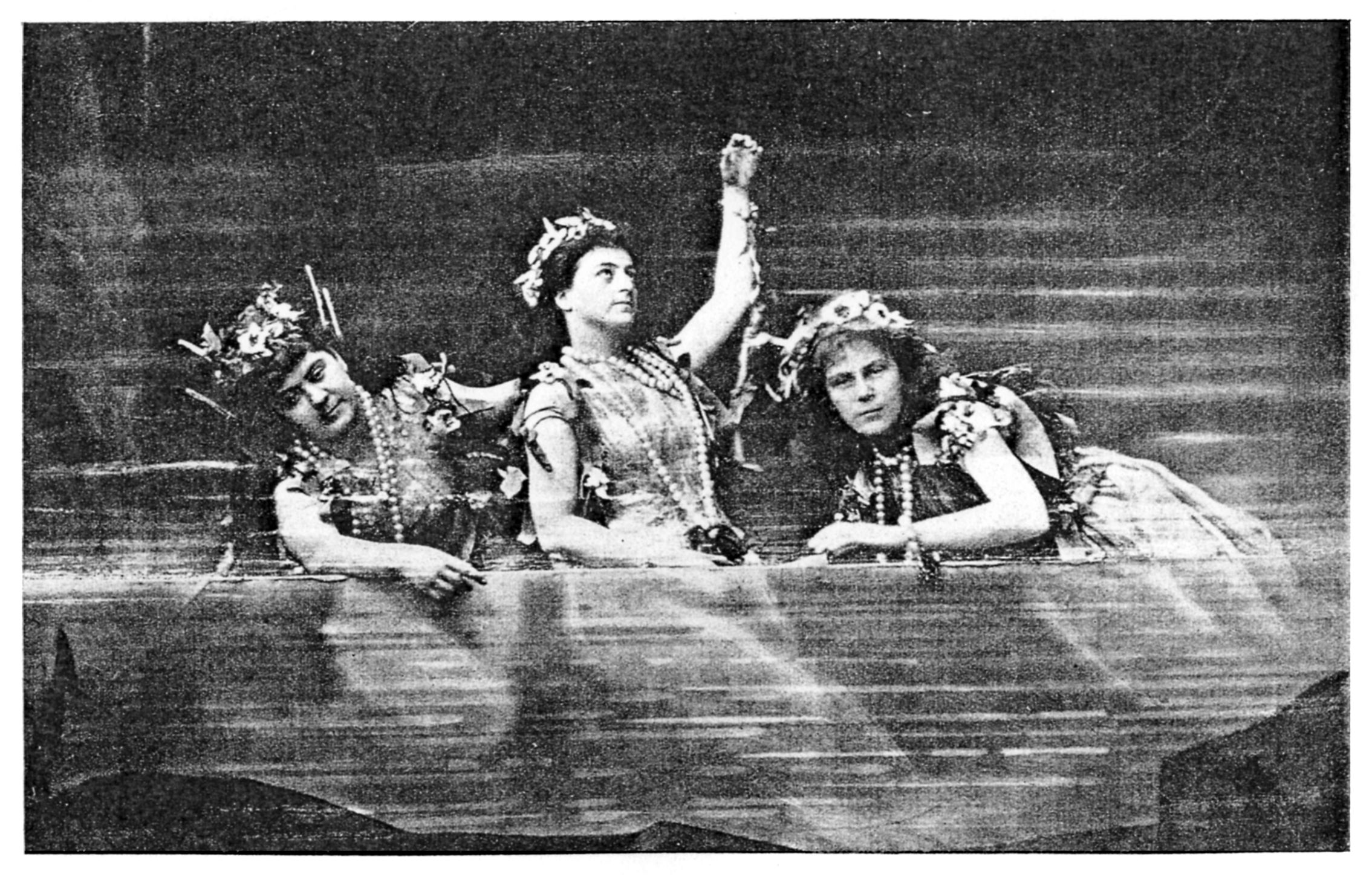
I 1876 års premiär av Ringen fanns Lilli Lehmann (i mitten) som Woglinde. Hon var den första av många betydande sångare som sjöng en av Rhendöttrarna.

Den innovativa 100-årsringen (Jahrhundertring) 1976, regisserad av Patrice Chéreau, gjorde sig av med undervattenskonceptet helt och hållet genom att placera scenerna från Rhendöttrarna i skuggan av en stor vattenkraftsdamm, som en del av 1800-talets industriella revolution som inramning för operorna. I scenen med Siegfried i Ragnarök ändrade Chéreau Rhendöttrarnas eviga ungdomlighet genom att skildra dem som "inte längre unga flickor som glatt roar sig; De har blivit trötta, grå, slitna och otympliga". I och med denna produktion har "antagandet om obegränsad tolkningsfrihet blivit norm". I sin uppsättning av Bayerska statsoperan från 1987 placerade Nikolaus Lehnhoff Rhendöttrarna i en salong och lät Loge spela deras klagosång i slutet av Rhenguldet på en grammofon.
Peter Hall regisserade Bayreuthringen efter Chéreau. Hans version, iscensatt 1983–86, skildrade Rhendöttrarnas naturliga oskuldsfullhet på det enklaste av sätt; De var nakna. Keith Warner anpassade denna funktion i sin Ring-produktion för Royal Opera House Covent Garden, som sattes upp första gången 2004-06. En talesman för Covent Garden förklarade: "Döttrarna är barn av oskuld, en vision av naturen – och så fort någon dyker upp kastar de snabbt på sig lite kläder för att skydda sin blygsamhet." Medan Warner förlitar sig på belysning för att uppnå en undervattenseffekt, använde Hall en Peppers spökillusion: speglar i 45° vinkel fick Rhendöttrarna att se ut att simma vertikalt när artisterna i själva verket simmade horisontellt i en grund bassäng.
Även om rollerna som Rhendöttrarna är relativt små, har de sjungits av framstående sångare som är mer kända för att ha gjort stora roller i Wagners och annan repertoar. Den första som sjöng Woglindes roll i sin helhet var Lilli Lehmann i Bayreuth 1876. När Festspelen i Bayreuth återinvigdes efter andra världskriget 1951 gjordes samma roll av Elisabeth Schwarzkopf. Andra Bayreuth-Rhendöttrar har varit Helga Dernesch som sjöng Wellgunde där mellan 1965 och 1967. Lotte Lehmann sjöng Wellgunde på Hamburgs statsopera mellan 1912 och 1914 och på Wiener Staatsoper 1916. Inspelade Rhendöttrar har inkluderat Sena Jurinac för Furtwängler och RAI, Lucia Popp och Gwyneth Jones för Georg Solti, och Helen Donath och Edda Moser för von Karajan.